# Emil Schöne
Julius Emil Schöne (* 25. Juni 1871 in Beiersdorf; † 8. März 1936 in Dresden) war ein deutscher Gymnasiallehrer und Geograph, der vor allem durch die Herausgabe der Landschaftsbilder aus dem Königreiche Sachsen überregionale Bekanntheit erlangte.

## Leben
Nach dem Schulbesuch und der Ausbildung am Lehrerseminar war Emil Schöne seit dem Jahre 1891 im Lehramt tätig. Er stieg zum Seminaroberlehrer am Freiherrlich-von-Fletcherschen Lehrerseminar zu Dresden auf und erhielt den Professor-Titel. Im Schuljahr 1920/21 war Emil Schöne Oberstudienrat.
Er wohnte im Stadtteil Loschwitz.
Im Jahre 1908 war Emil Schöne Vorsitzender des Vereins für Erdkunde zu Dresden. Daneben publizierte er auch in den Mitteilungen des Vereins für Erdkunde zu Leipzig und in der Zeitschrift der Gesellschaft für Erdkunde zu Berlin.

## Werk
Im Alter von 20 Jahren ließ sich Emil Schöne am 21. Oktober 1891, damals in der Dresdner Schössergasse 14 III wohnend, ein Brettspiel patentieren.
Emil Schöne wurde vor allem durch die Herausgabe der Landschaftsbilder aus dem Königreich Sachsen bekannt, die bis zum Ersten Weltkrieg teilweise in mehreren Auslagen erschienen und in vielen Oberschulen Sachsens als Lehrmaterial genutzt wurden, aber auch von Heimat- und Naturfreunden gelesen wurden. Ausdrücklich verwies Emil Schöne in jedem Band der von ihm herausgegebenen Landschaftsbilder, dass daran bewährte Fachleute mitgewirkt haben. Als Verlag gewann Emil Schöne H. W. Schlimpert in Meißen.
Im Jahre 1910 überarbeitete Emil Schöne Adolf Tromnaus Erdkunde für Mittelschulen und höhere Mädchenschulen und gab dieses Schulbuch mit 25 Holzschnitten und Typenbildern in den Ausgaben A und B aufgrund der Bestimmungen über die Neuordnung des Mittelschulwesens im Preußen vom 3. Februar 1910 in vierter Auflage in überarbeiteter Form heraus. Diese Schulbücher wurden bis in die Zeit der Weimarer Republik benutzt und fanden in Sachsen eine große Verbreitung.
Größere Verbreitung erzielt auch sein Werk Politische Geographie, das in der Reihe Aus Natur und Geisteswelt bei B. G. Teubner in Leipzig im Jahre 1911 erschien. Daneben erschienenen von ihm einige pädagogische Schriften wie Die geschichtliche Entwickelung des geographischen Unterrichts in der sächsischen Volksschule bis zur Gegenwart.